# Java Runtime Environment
Java Runtime Environment (JRE) significa Ambiente de Tempo de Execução Java, e é utilizado para executar as aplicações da plataforma Java. É composto por bibliotecas (APIs) e pela Máquina virtual Java (JVM).